# Thyridanthrax

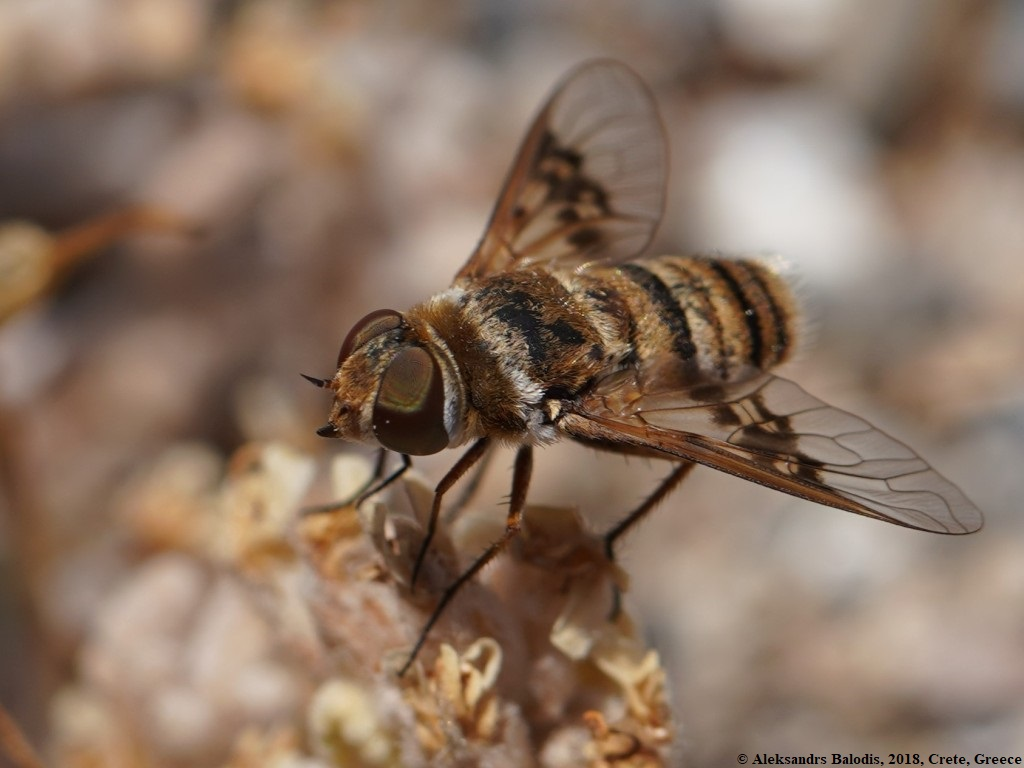
Thyridanthrax elegans

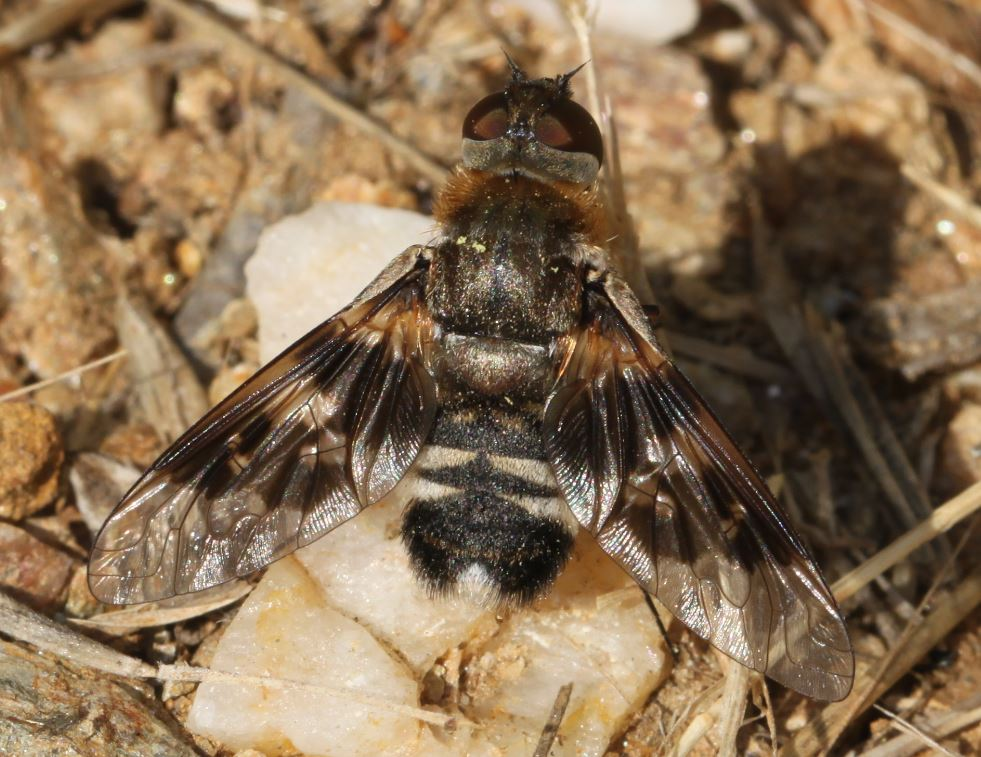
Thyridanthrax perspicillaris

Thyridanthrax – rodzaj muchówek z rodziny bujankowatych i podrodziny Exoprosopinae.

## Morfologia
Muchówki te osiągają od 4 do 15 mm długości ciała, przy czym większość gatunków zamyka się w przedziale od 7 do 13 mm. Głowę mają półkulistą w widoku bocznym i niemal okrągłą patrząc od przodu. Dość rozległą potylicę porastają rozproszone, przylegające łuski i krótkie włoski. Oczy złożone wskutek płytkiego i szerokiego wykrojenia brzegów tylnych przybierają kształt nerkowaty. Przyoczka rozmieszczone są na planie lekko wydłużonego trójkąta. Na czole występują liczne, sterczące włoski i przylegające łuski. Twarz jest dziobiasto wyciągnięta, liczniej porośnięta łuskami niż czoło. Czułki są szeroko rozstawione, o pierwszym członie nabrzmiałym, drugim małym i koralikowatym, a trzecim podługowato-stożkowatym. Policzki wyciągnięte są wyraźnie poniżej oczu. Wąski ryjek zaopatrzony jest w smukłe labellum i walcowate głaszczki. Tułów jest tak szeroki jak głowa, ubarwiony ciemno z jaśniejszą całą lub większą częścią tarczki. Skrzydła są u nasady szerokie, a wierzchołki mają ostro zakończone. Przednio-nasadowa część skrzydła jest zaciemniona barwą brązowawą do czarnej; w zaciemnieniu tym mogą występować okienka, rzadziej rozbite jest ono na plamki. Odnóża mają golenie pozbawione kolców, a stopy pozbawione przylg i zwieńczone prostej budowy pazurkami. Przednia para odnóży jest wyraźnie zredukowana. Wszystkie uda oraz golenie dwóch ostatnich par porastają przylegające łuski. Odwłok jest krótko-owalny i w większości ubarwiony czarno. 

## Taksonomia
Rodzaj ten wprowadził w 1886 roku Carl Robert Osten-Sacken. Należy do niego ponad 50 opisanych gatunków:

- Thyridanthrax alphonsi Sanchez Terrón & Roldán Bravo, 2000
- Thyridanthrax andrewsi (Hall, 1970)
- Thyridanthrax anomalus Greathead, 1980
- Thyridanthrax atratus (Coquillett, 1887)
- Thyridanthrax dagniensis Paramonov, 1933
- Thyridanthrax decipulus (Austen, 1937)
- Thyridanthrax delgerensis Zaitzev, 1976
- Thyridanthrax durvillei (Macquart, 1840)
- Thyridanthrax elegans (Wiedemann in Meigen, 1820)
- Thyridanthrax fenestratoid es (Coquillett, 1892)
- Thyridanthrax fenestratus (Fallen, 1814) – czart wydmowiec
- Thyridanthrax graecus Paramonov, 1927
- Thyridanthrax griseolus (Klug, 1832)
- Thyridanthrax heliocheili Greathead, 1991
- Thyridanthrax hispanus (Loew, 1869)
- Thyridanthrax incanus (Klug, 1832)
- Thyridanthrax incipiens Bezzi, 1924
- Thyridanthrax indigenus (Becker, 1908)
- Thyridanthrax insularis Báez, 1991
- Thyridanthrax kozlovi Zaitzev, 1976
- Thyridanthrax kushkaensis (Paramonov, 1927)
- Thyridanthrax laetus (Loew, 1860)
- Thyridanthrax lotus (Loew, 1869)
- Thyridanthrax loustaui Andréu Rubio, 1961
- Thyridanthrax luminis (Hall, 1970)
- Thyridanthrax melanoptera (Hall, 1975)
- Thyridanthrax melasoma (Wulp, 1882)
- Thyridanthrax meridionalis  (Cole, 1923)
- Thyridanthrax michaili Zaitzev, 1974
- Thyridanthrax minutus (Macquart in Lucas, 1847)
- Thyridanthrax murinus (Philippi, 1865)
- Thyridanthrax mutilus (Loew, 1869)
- Thyridanthrax nebulosus (Dufour, 1852)
- Thyridanthrax nugator (Coquillett, 1887)
- Thyridanthrax obliteratus (Loew, 1862)
- Thyridanthrax pallidipenni s (Paramonov in Zakhvatkin, 1931)
- Thyridanthrax pallidus (Coquillett, 1887)
- Thyridanthrax perspicillar is (Loew, 1869)
- Thyridanthrax pertusa (Loew, 1869)
- Thyridanthrax polyphemus (Widemann in Meigen, 1820)
- Thyridanthrax reductus Lindner, 1975
- Thyridanthrax rohdendorfi (Paramonov, 1925)
- Thyridanthrax rotundifacie s (Paramonov, 1927)
- Thyridanthrax rubriventris  (Paramonov, 1927)
- Thyridanthrax selene (Osten Sacken, 1886)
- Thyridanthrax semitristis (Philippi, 1865)
- Thyridanthrax senegalensis  François, 1972
- Thyridanthrax shibanovae Zaitzev, 1999
- Thyridanthrax sini (Cole, 1923)
- Thyridanthrax svenhedini Paramonov, 1933
- Thyridanthrax venustulus Austen, 1936
- Thyridanthrax zefatica Zaitzev, 1999